# IPhone 5c

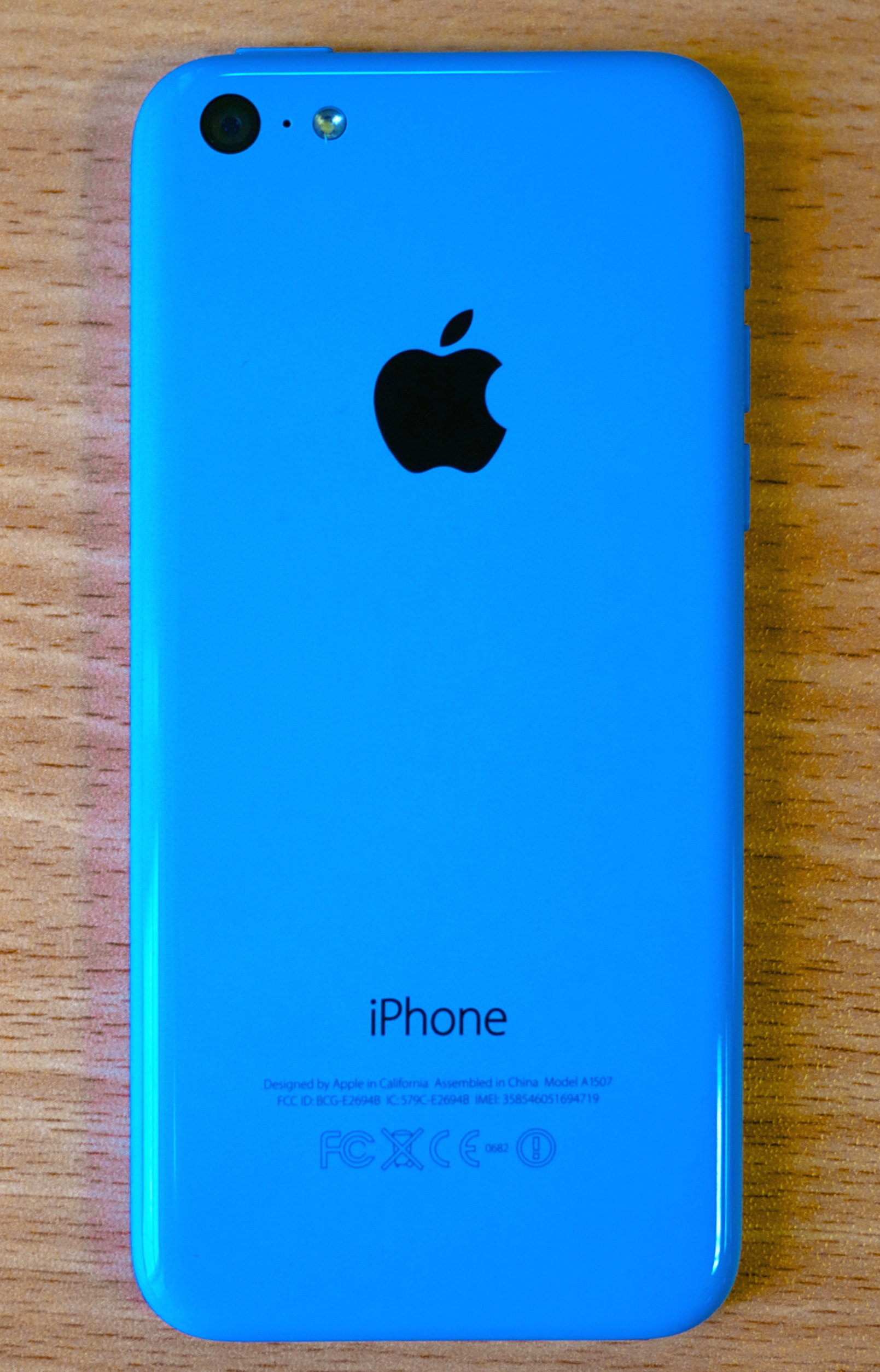
Tylna strona iPhone'a 5c

iPhone 5c – smartfon firmy Apple. Został stworzony z zamysłem młodzieżowego odpowiednika iPhone 5. Zmianie uległy materiały, z których jest wykonany. Zamiast aluminium, tak jak w standardowej wersji iPhone 5, został on wykonany z poliwęglanu. Zmianie uległa również bateria, jej pojemność została zwiększona z 1440 mAh na 1510 mAh, minimalnie przedłużając czas pracy.
Do użytku z siecią komórkową wymaga karty nano-SIM.

## Procesor
Smartfona napędza, tak jak w poprzedniku, procesor Apple A6. Cechuje się on wykorzystaniem dwóch rdzeni taktowanych zegarem 1,3 GHz. Za układ graficzny odpowiada trzyrdzeniowy PowerVR SGX 543MP3.

## Ekran
Ekran jest wielkości 4 cali, jego rozdzielczość to 640 x 1136 pikseli. Gęstość pikseli wynosi 326 ppi. Został on wykonany w technologii RETINA.

## System Operacyjny
iPhone 5c działa na systemie iOS 7, z możliwością aktualizacji do wersji iOS 10.3.3.

## Aparat cyfrowy
Aparat cyfrowy jest obsługiwany w technologii iSight o rozdzielczości 8 MP. Pozwala robić zdjęcia w rozdzielczości 3264 x 2448 pikseli. Wyposażony jest również w funkcje rozpoznawania twarzy oraz Flash w standardzie LED. Przednia kamera posiada rozdzielczość 1.2 MP, oraz obsługuje FaceTime poprzez Wi-Fi lub 4G.
Kamera pozwala rejestrować wideo w rozdzielczości 1080p w 30 klatkach na sekundę; ma funkcję stabilizacji obrazu.

## Pamięć
Użytkownik ma do wyboru wersje z 8, 16 lub 32 GB pamięci, bez możliwości poszerzenia jej o kartę SD.

## Wersje kolorystyczne
Istnieje pięć wariantów kolorystycznych (biały, niebieski, zielony, żółty oraz różowy) tylnej części telefonu; przód w każdej wersji jest czarny.